# Сто верст по річці
«Сто верст по річці» (латис. «Simts judzes pa upi») — радянський латвійський художній кінофільм, поставлений режисером Еріком Лацисом в 1991 році на Ризькій кіностудії за мотивами оповідань Олександра Гріна. Це драматичне оповідання про перше захоплення і розчарування, любов і невіру, злочин і покарання.

## Сюжет
Герой фільму Нок, переживши зраду коханої Темези, назавжди, здавалося б, втрачає віру в любов і відданість. Однак зустріч з юною Геллі, спільне перебування в нелегких умовах і постійна небезпека, змушують їх зблизитися, зрозуміти і полюбити один одного.

## У ролях
- Юріс Жагарс — Нок
- Лелде Вікмане — Темеза
- Даце Гар'яне — Геллі
- Юріс Леяскалнс — епізод
- Мартіньш Вердіньш — епізод
- Антра Лієдскалниня — епізод

## Знімальна група
- Режисер — Ерікс Лацис
- Сценарист — Олександр Юровський
- Оператор — Давіс Сіманіс
- Композитор — Мартіньш Браунс
- Художник — Петеріс Розенбергс